# Валлен, Вилле
Вилле Валлен (фин. Ville Wallén; род. 20 июня 1976, Вантаа, Уусимаа) — финский футболист, вратарь.

## Карьера

### Клубная карьера
Во взрослом футболе дебютировал в 1994 году в клубе «Хонка», за молодёжную команду которого выступал на протяжении нескольких предыдущих сезонов.
В 2000 году был приглашён в основной состав клуба «ХИК», за который выступал на протяжении следующих двух сезонов. Некоторое время в клубе провёл в команде «Лахти», за которую выступал на правах аренды. В 2002 году перешёл в «Йокерит».
В 2003 году вернулся в «ХИК», за команду которого в дальнейшем выступал на протяжении десяти сезонов. Вместе с клубом семь раз становился чемпионом Финляндии, а также пять раз становился обладателем национального кубка. Кроме того, в сезоне 2010/11 Валлен был признан лучшим вратарём финского чемпионата. В 2004 году он ненадолго перешёл в команду клуба «РоПС», за которую отыграл 18 матчей на правах аренды. Завершил карьеру футболиста в 2013 году.

### Тренерская карьера
С 2015 года Валлен является тренером вратарей основного состава своего бывшего клуба «ХИК».

## Достижения
«ХИК»
- Чемпион Финляндии: 2003, 2009, 2010, 2011, 2012, 2013, 2014
- Обладатель Кубка Финляндии: 1999/2000, 2002/03, 2005/06, 2007/08, 2010/11